# 竹庆镇
竹庆乡，是中华人民共和国四川省甘孜藏族自治州德格县下辖的一个乡镇级行政单位。

## 行政区划
竹庆乡下辖以下地区：
竹庆村、扎东村、更达村、拉加村、巴色村、档木村、协庆村、拥青顶村和更龙村。